# Приходько Наталія Ігорівна
Наталія Ігорівна Приходько (нар. 29 жовтня 1981, Львів) — український політик, колишній член забороненої в Україні проросійської політичної партії соціального спрямування - ОПЗЖ, народний депутат України 9-го скликання.

## Життєпис
Освіта вища. Закінчила Національну академію державної податкової служби України, отримала диплом магістра з відзнакою (спеціальність «Правознавство»).
З 2004 року працювала на посаді спеціаліста юрисконсульта в приватному підприємстві. З 2008 по 2010 рік — головний спеціаліст відділу правового аналізу та експертизи виконавчого органу Київської міської ради (КМДА). З 2010 по 2012 рік — в апараті Верховної Ради України. З 2014 року — заступник начальника управління — начальник відділу організаційно-документального забезпечення діяльності Київського міського голови.
Депутат Київської міськради від партії "Блок Петра Порошенка «Солідарність». Член комісії з питань регламенту та депутатської етики.
Депутат Верховної Ради України 9-го скликання від партії «Опозиційна платформа — За життя» на парламентських виборах 2019 року, № 26 у списку. На час виборів: тимчасово не працює, член партії «Опозиційна платформа — За життя». Проживає в місті Києві. 2020 року була серед ініціаторів подання до Конституційного суду щодо відповідності Конституції низки положень антикорупційного законодавства, завдяки рішенню суду відповідальність за недостовірне декларування та саме електронне декларування було скасовано. Після заборони ОПЗЖ перейшла до новоствореної групи "Відновлення України"
Член Комітету Верховної Ради України з питань Регламенту, депутатської етики та організації роботи Верховної Ради України, голова підкомітету з питань організації роботи Верховної Ради України. 
Одружена, має двох дітей.

## Скандал
У 2015 році Приходько задекларувала, що опинилась за межею бідності із доходом у 20 тисяч гривень за рік.